# Албер Лондр
Албер Лондр (фр. Albert Londres; Виши, 1. новембар 1884 — Индијски океан, 16. мај 1932) био је француски писац и новинар. Објавио више занимљивих репортажа. Био је један од зачетника истраживачког новинарства.

## Биографија
Албер Лондр је рођен у Вишију 1884. године. Након завршене средње школе отишао је у Лион да ради као књиговођа, а затим се преселио у Париз 1903. године. Повремено је писао чланке за новине из свог краја, а прву поезију је објавио 1904. године. Исте године почео је да ради као дописник у Паризу за лионске новине . Такође, 1904. године је рођена и његова ћерка Флорис, али је његова партнерка Марсеј Лафоре умрла следеће године. Године 1906. постао је дописник из парламента за новине Le Matin. Његов посао био је да слуша оговарања у ходницима француског парламента и објављује их у анонимним колумнама. Када је избио Први светски рат 1914. године, Лондр, неспособан за војну службу због лошег здравља и слабе конституције, постао је војни дописник новина у Министарству рата. Након тога, поставши ратни извештач, послат је у Ремс током његовог бомбардовања. Лондров први велики чланак говорио је о пожару у катедрали 19. септембра 1914. године; извештај је објављен два дана касније.
Лондр је имао јаку жељу да иде на Оријент, али су уредници новина Matin одбили. Тако је он напустио ове, и прешао да ради за Le Petit Journal и то као новинар за иностране послове. Године 1915. отишао је у југоисточну Европу да извештава о борбама у Србији, Грчкој, Турској и Албанији. По повратку је покрио и крај рата у Француској. Године 1919. је избачен из листа Le Petit Journal по наређењу француског премијера Клемансоа. Наставивши свој позив, Лондр је писао да су “Италијани јако незадовољни условима које су поставили Клемансо, Лојд Џорџ и Вилсон”. Отад је илустровао лист  Excelsior који га је тражио. Године 1920, Лондр је успео да уђе у СССР и опише млади бољшевички режим, описао Владимира Иљича Лењина и Лава Троцког и патње руског народа.
Године 1922. је отишао у Азију. Извештавао је о Јапану и о “лудилу Кине”. Такође је успео да интервјуише Нехруа, Гандија и Тагореа. Од 1922. његове чланке почео је као књиге да објављује Анри Беро, књижевни уредник часописа  Le Petit Parisien. Лондр је почео да истражује приче за  Le Petit Parisien. Године 1923. Лондр је отишао у казнену колонију Кајене у Француској Гвајани. Описујући страхоте, његови извештаји изазвали су велике реакције у јавности.

## Дела

### Поезија
- Suivant les heures, 1904
- L'Âme qui vibre, 1908
- Le poème effréné укључујући Lointaine и La marche à l'étoile", 1911

### Извештаји и истраге
- Au bagne (1923)
- Dante n'avait rien vu (1924)
- Chez les fous (1925)
- La Chine en folie (1925)
- Le Chemin de Buenos Aires (1927)
- Marseille, porte du sud (1927)
- Figures de nomades (1928)
- L'Homme qui s'évada (1928)
- Terre d'ébène (1929)
- Le Juif errant est arrivé (1930)
- Pêcheurs de perles (1931)
- Les Comitadjis ou le terrorisme dans les Balkans (1932)
- Histoires des grands chemins (1932)
- Mourir pour Shanghai (1984)
- Si je t'oublie, Constantinople (1985)
- En Bulgarie (1989)
- D'Annunzio, conquérant de Fiume (1990)
- Dans la Russie des soviets (1996)
- Les forçats de la route / Tour de France, tour de souffrance (1996)
- Contre le bourrage de crâne (1997)
- Visions orientales (2002)